# Millsfield (Nuevo Hampshire)
Millsfield es un municipio ubicado en el condado de Coös en el estado estadounidense de Nuevo Hampshire. En el año 2010 tenía una población de 23 habitantes y una densidad poblacional de 0,2 personas por km².

## Geografía
Millsfield se encuentra ubicado en las coordenadas 44°44′52″N 71°15′42″O / 44.74778, -71.26167. Según la Oficina del Censo de los Estados Unidos, el municipio tiene una superficie total de 116.98 km², de la cual 115,94 km² corresponden a tierra firme y (0,89 %) 1,04 km² es agua.

## Demografía
Según el censo de 2010, había 23 personas residiendo en Millsfield. La densidad de población era de 0,2 hab./km². De los 23 habitantes, Millsfield estaba compuesto por el 100 % blancos. Del total de la población el 0 % eran hispanos o latinos de cualquier raza.